# Amy Heckerling
Amy Heckerling, född 7 maj 1954 i Bronx i New York, är en amerikansk filmregissör, filmproducent och manusförfattare.

## Filmografi (i urval)
- 1982 – Häftigt drag i plugget (regi)
- 1985 – Ett päron till farsa på semester i Europa (regi)
- 1989 – Titta han snackar (manus och regi)
- 1990 – Titta hon snackar också! (manus, regi och produktion)
- 1995 – Clueless (manus och regi)
- 1998 – A Night at the Roxbury (produktion)
- 2000 – Loser (manus, regi och produktion)
- 2007 – I Could Never Be Your Woman (manus och regi)